# جزبل رنگ‌پریده
جزبل رنگ‌پریده (نام علمی: Delias sanaca) گونه‌ای پروانه است که در تیره کاهی‌بالان و سرده هاشوربالان قرار دارد.

## ظاهر
- رنگ:سفید و زرد بر روی بال‌ها دیده شده‌است.
- جثه:متوسط

## زیستگاه
- هند